# 1782
1782 (MDCCLXXXII) fue un año común comenzado en martes según el calendario gregoriano.

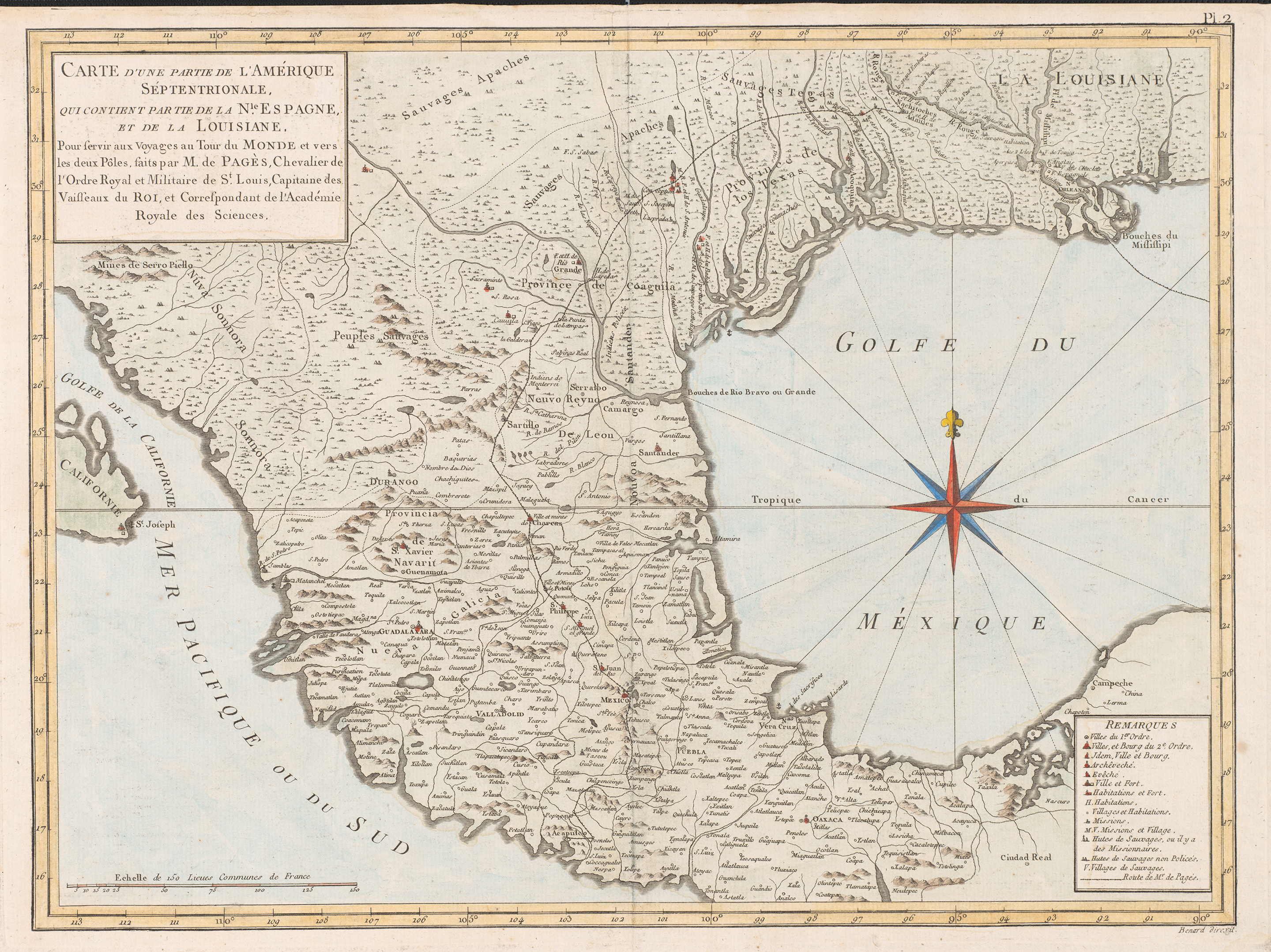
Mapa de Nueva España en 1782

## Acontecimientos
- 2 de febrero: Carlos III de España, recupera Menorca de manos de los británicos, pero fracasa frente a Gibraltar.
- 4 de febrero: en el estrecho de Gibraltar, el marino español José de Mazarredo realiza una serie de observaciones sobre las corrientes marinas presentes en ese lugar.
- 6 de abril: en Siam (actual Tailandia), el rey Buddha Yodfa Chulaloke (Rama I) funda la dinastía Chakri.
- 22 de mayo: Un terremoto de 7,0 sacude la provincia argentina de Mendoza.
- 2 de junio: en Madrid (España), mediante una cédula del rey Carlos III se establece el Banco de San Carlos (origen del Banco de España). El capital era privado, aunque contaba con la protección real. Al año siguiente emitió los primeros billetes, llamados cédulas. En 1829, Luis López Ballesteros (ministro de Finanzas de Fernando VII), dotó a la institución con 40 millones de reales para superar la crisis económica y la transformó en el Banco de San Fernando. Tras fusionarse con varios bancos en 1847, pasó a denominarse Banco de España en 1856.
- 10 de junio: en Uruguay, Juan Miguel de Laguna funda la villa de Canelones.
- 20 de junio: en Estados Unidos, el Congreso aprueba el diseño del emblema de la nación: el sello de Estados Unidos
- 4 de agosto: Wolfgang Amadeus Mozart y Constanze Weber se casan en la Catedral de san Esteban, en Viena.
- 30 de agosto - Se establece el Instituto de Ingeniería (Institutum Hydrotechnico-Geometricum) en la Universidad de Buda, el primero instituto de formación de ingenieros civiles en Europa.

### Fecha desconocida
- En Siam (actual Tailandia), Pya Chakri funda la villa de Bangkok, y la convierte en capital del país.
- En la Ciudad de México se funda el primer jardín botánico de Latinoamérica.
- En Suiza, Anna Göldin es la última persona condenada y ejecutada legalmente por brujería.[1]
- Joaquín Toesca contrae matrimonio con Manuela Fernández de Rebolledo.

## Arte y literatura
- 22 de julio: en Viena (Austria), Mozart estrena El rapto en el serrallo.
- Pierre Choderlos de Laclos publica Les liaisons dangereuses (Las amistades peligrosas).[2]

## Ciencia y tecnología
- Peter Jacob Hjelm descubre el molibdeno
- Antoine Laurent de Lavoiser descubre que la materia no se puede crear ni destruir.
- Juan Ignacio Molina describe por primera vez la nutria gatuna (Lutra felina).

## Nacimientos

### Enero
- 3 de enero: El Pípila, minero mexicano e insurgente de la Independencia de México (f. 1863).
- 11 de enero: Francisco Manuel Sánchez de Tagle, político y poeta mexicano (f. 1847).

### Marzo
- 24 de marzo: Orest Kiprenski, pintor ruso (f. 1836).

### Abril
- 21 de abril: Friedrich Fröebel, maestro alemán, creador del jardín de infantes (f. 1852).
- 26 de abril: María Amalia de Borbón-Dos Sicilias, aristócrata francesa y esposa del rey Luis Felipe I de Francia (f. 1866).

### Junio
- 19 de junio: Félicité Robert de Lamennais, filósofo y teólogo francés (f. 1854).
- 21 de junio: Luis López Ballesteros, militar y político español (f. 1853).
- 26 de junio: Juan José Carrera, político y militar chileno (f. 1818).

### Julio
- 25 de julio; Mariano Boedo, abogado y político argentino (f. 1819).

### Agosto
- 10 de agosto: Vicente Guerrero, militar mexicano, libertador y presidente en 1829 (f. 1831).

### Septiembre
- 7 de septiembre: Florencio Terrada, militar argentino (f. 1824).

### Octubre
- 27 de octubre: Niccolò Paganini, violinista y compositor italiano (f. 1840).

### Diciembre
- 5 de diciembre: Martin van Buren, político estadounidense, 8° vicepresidente desde 1833 hasta 1837 y 8° presidente desde 1837 hasta 1841 (f. 1862).
- 24 de diciembre: Charles Hubert Millevoye, poeta francés (f. 1816).

### Fecha desconocida
Ildefonso Catolis, militar argentino (f. 1832).

## Fallecimientos
- 1 de enero: Johann Christian Bach, músico alemán (n. 1735).
- 4 de enero: Ange-Jacques Gabriel, arquitecto francés (n. 1698).
- 2 de febrero: José Antonio Galán fue ahorcado junto con los otros tres jefes comuneros (n. 1749).
- 26 de febrero: José Cadalso, literato y militar español
- 17 de marzo: Daniel Bernoulli, matemático suizo (n. 1700).
- 8 de abril: Pedro Vilca Apaza, rebelde y prócer peruano (n. 1741).
- 25 de abril: Anne Bonny, pirata irlandesa. (n.  1698)
- 8 de mayo: Marqués de Pombal (Sebastião José Carvalho), estadista portugués.
- 16 de mayo: Daniel Solander, botánico sueco (n. 1733).
- 21 de noviembre: Jacques de Vaucanson, ingeniero francés (n. 1709).